# 권설 흡착음
권설 흡착음은 경구개로 조음하는 흡착음 음소이다. 치경 흡착음과 비슷한 소리로 들릴 수 있으나, 다른 소리이다.

## 기호
치경 흡착음을 나타내는 기호인 ǃ를 통째로 이어붙인𝼊또는‼이다.

## 조음 방법
혀를 앞쪽 경구개에 댄 뒤 혀를 강하게 아래로 내리친다.

## 추가
무성음과 유성음의 구별이 있다. k𝼊, ɡ𝼊 확인된 바로는 중부 !쿵어에 유일하게 이 발음이 존재한다고 하며, 그 외의 정보는 아직 전무한 상황이다.